# Edixa
Edixa è una serie di macchine fotografiche prodotte dalla "Wirgin Kamerawerk" di Wiesbaden (Germania), azienda creata nel 1920 dai fratelli Heinrich e Josef Wirgin.
Le fotocamere Edixa, sia reflex a obiettivo singolo per il formato 35 mm che microcamere per il formato 16 mm, furono prodotte dal 1954 al 1970 su progetto di Heinz Waaske.
Il primo modello Edixa si chiamava in realtà Komet, ma il nome fu cambiato per problemi di omonimia con altri due fabbricanti.

## Modelli

### Formato 35 mm

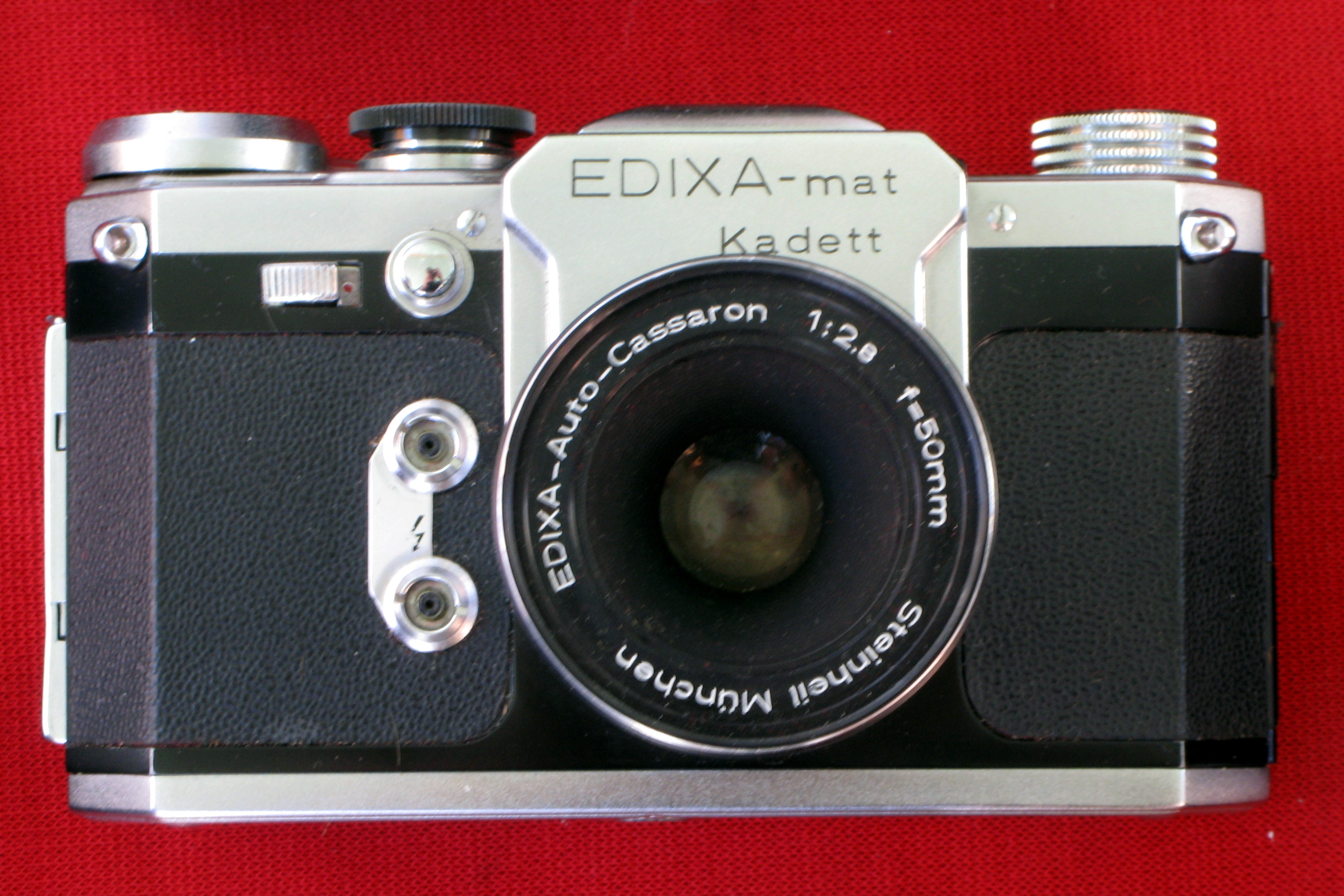
Edixa-mat Kadett (1964)

- Edixa Reflex (Mod. A, B, C, D)
- Edixa-mat reflex
- Edixa-rex TTL
- Universal edixamat cd
- Edixa Stereo
- Edixa Electronica
- Edixa motoric

### Formato 16 mm

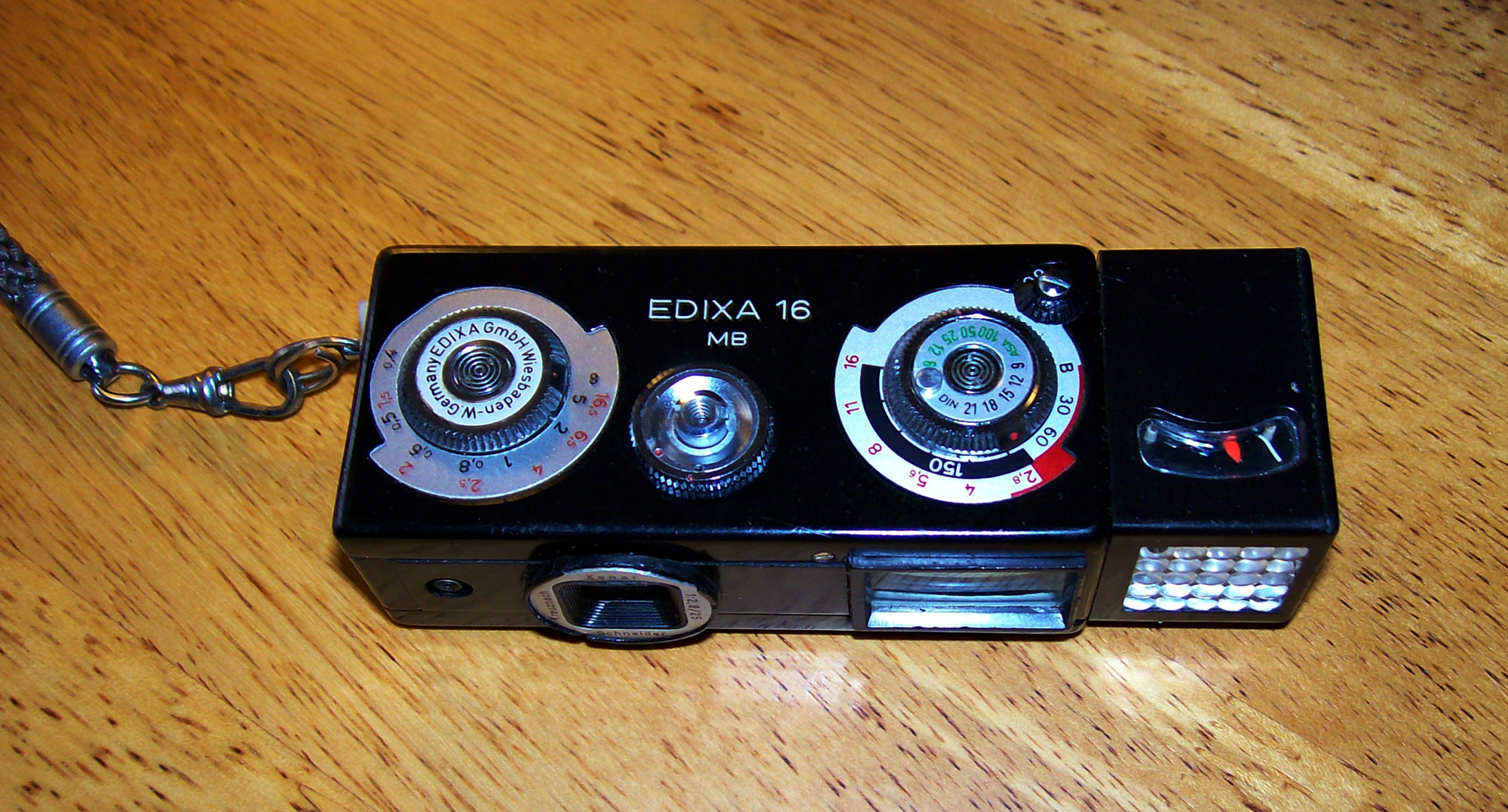
Microcamera Edixa 16MB

- Edixa 16 with Isco Travegar 2,8/25mm lens
- Edixa 16M with Schneider Kreuznach  2,8/25mm Xenar lens
- Edixa 16MB black model, of above
- Edixa 16U
- Franka 16
- Alka  16